# Здесь курят (фильм)
«Здесь курят» (англ. Thank You for Smoking) — американский кинофильм режиссёра Джейсона Райтмана. Премьера состоялась 9 сентября 2005 года на 30-м Международном кинофестивале в Торонто. Фильм поставлен по роману Кристофера Бакли «Здесь курят». Главную роль в фильме исполнил Аарон Экхарт. Слоган фильма — «Курите на здоровье».
Фильм получил в основном положительные отзывы. Номинациями и наградами были отмечены адаптированный сценарий и режиссёрский дебют Джейсона Райтмана, актёрская игра Аарона Экхарта и Кэмерона Брайта.

## Сюжет
Ник Нейлор — красивый, красноречивый представитель табачной компании, который пытается влиять на действия людей в повседневной жизни, и вице-президент табачного лобби под названием «Академия исследований табака». Академия изучает, вызывает ли курение заболевания легких. Академия утверждает, что их исследование, финансируемое, главным образом, табачными компаниями, не нашло убедительных доказательств этого. Работа Ника состоит в том, чтобы защищать крупные табачные компании на телевизионных программах, знакомя с этим исследованием общественность. Нейлор и его друзья, лоббист огнестрельного оружия Бобби Джей Блисс и лоббист алкоголя Полли Бейли, встречаются каждую неделю и в шутку называют себя «Торговцы смертью».
По мере роста антитабачных кампаний и сокращения числа молодых курильщиков, Нейлор предлагает идею, что продакт-плейсмент сигарет поможет снова увеличить продажи. Босс Нейлора по имени БР отправляет Нейлора в Лос-Анджелес, чтобы договориться о продакт-плейсменте сигарет в будущих фильмах. Нейлор берет с собой своего маленького сына Джои в надежде сблизиться с ним. На следующий день Нейлор отправляется на встречу со страдающим раком Лорни Лучем, который когда-то играл ковбоя Мальборо в рекламе сигарет и теперь проводит кампанию против сигарет. Сын Нейлора видит, как отец с успехом предлагает Лучу чемодан денег за его молчание. На обратном пути Ник и Джои обсуждают красоту спора.
Сенатор Финистерр, один из самых ярых критиков Нейлора, является инициатором законопроекта о добавлении символа черепа и скрещенных костей на пачках сигарет. Во время телевизионных дебатов с Финистерром Нейлор получает смертельную угрозу от одного из позвонившего. Несмотря на угрозу, Нейлор все ещё планирует выступить перед комитетом Сената США, чтобы бороться с законопроектом Финистерра. Затем Нейлора похищает неизвестные и обклеивают его никотиновыми пластырями. Проснувшись в больнице, Нейлор узнает, что выжил благодаря тому, что выкуривал большое количество сигарет, что сделало его несколько невосприимчивым к никотину. Но сейчас Нейлор очень чувствителен к табаку и не может курить.
Тем временем Нейлора соблазняет молодой репортер Хизер Холлоуэй. Во время их пылкого романа потерявший голову от любви Нейлор рассказывает Холлоуэй все о своей жизни и карьере — информацию, которую она с радостью публикует в разоблачении, которое появляется сразу после похищения. Её статья яростно критикует Нейлора и его работу, разоблачая взятку Лучу, схему продакт-плейсмента и команду «Торговцев смертью». Статья также обвиняет Нейлора в обучении своего сына Джои следовать его аморальному примеру. Вся общественная симпатия из-за похищения Нейлора испаряется, и Нейлора увольняют.
Нейлор впадает в депрессию, но Джои помогает ему вспомнить о честности в его работе по отстаиванию интересов корпораций, которые по всеобщему мнению не заслуживают защиты. Воодушевленный, Нейлор рассказывает прессе о своей связи с Холлоуэй и обещает очистить имена всех, упомянутых в её статье. Он также заявляет, что все ещё предстанет перед сенатским комитетом. На слушании Нейлор признает опасность курения, но утверждает, что общественная осведомленность уже достаточно высока без дополнительных предупреждений. Он делает упор на выборе и ответственности потребителя и, к разочарованию сенатора Финистерра, утверждает, что если табачные компании виновны в смертельных случаях, связанных с табаком, то, возможно, штат Финистерра Вермонт, как крупный производитель сыра, также виновен в смертельных случаях, связанных с холестерином.
БР поздравляет Нейлора с речью и предлагает ему старую должность, но Нейлор передумал. Видя, как крупные табачные компании улаживает претензии об ответственности, Нейлор отмечает, что он ушел как раз вовремя. Он также упоминает, что Хизер была унижена, так как газета уволила её за статью, и сейчас ведет прогноз погоды на местной новостной станции. Нейлор поддерживает проявившийся интерес сына к дебатам и открывает частную лоббистскую фирму. «Торговцы смертью» продолжают встречаться вместе с новыми членами, которые представляют фаст-фуд, нефть[уточнить] и биоотходы[уточнить]. Теперь Нейлор руководит агентством Naylor Strategic Relations и консультирует, например, представителей индустрии мобильных телефонов, которые обеспокоены заявлениями о том, что мобильные телефоны вызывают рак мозга. Нейлор говорит: «Майкл Джордан играет в баскетбол. Чарльз Мэнсон убивает людей. Я говорю. У каждого есть талант».

## В ролях
| Актёр              | Роль                   |
| ------------------ | ---------------------- |
| Аарон Экхарт       | Николас Нэйлор         |
| Кэмерон Брайт      | Джои Нэйлор            |
| Мария Белло        | Полли Бейли            |
| Кэти Холмс         | Хизер Холлоуэй         |
| Роб Лоу            | Джефф Меголл           |
| Дэвид Кокнер       | Бобби Джей Блисс       |
| Адам Броди         | Джек                   |
| Сэм Эллиотт        | Лорн Латч              |
| Уильям Мейси       | Ортолан Финистер       |
| Марианн Мюллерлейл | учительница            |
| Ким Диккенс        | Джилл Нэйлор           |
| Дж. К. Симмонс     | Бадд Рорабачер         |
| Роберт Дюваль      | Доук "Капитан" Бойкинс |

## Создание
Сатирический роман «Здесь курят» написал бывший спичрайтер Джорджа Буша-старшего, редактор в Forbes и Esquire Кристофер Бакли в 1994 году. Права на экранизацию книги были выкуплены киностудией Icon Productions, принадлежащей Мелу Гибсону, который предполагал сам сыграть главную роль в фильме. Первоначально у киностудии не было возможности начать съёмки, поскольку почти в течение десяти лет не было подходящего сценария. Джейсон Райтман заинтересовался адаптацией книги после её прочтения и предложил Icon Productions пробный вариант сценария, в котором попытался сохранить сатирический колорит книги. Сценарий был воспринят благосклонно, в том числе он понравился и Гибсону, о чём он сам сообщил Райтману. Предприниматель Илон Маск указан как исполнительный продюсер фильма.
В течение трёх лет у проекта было недостаточно финансирования, большие киностудии не проявляли к нему достаточного интереса. По утверждению Райтмана, большинство из студий хотели, чтобы он переписал сценарий, включив в него антитабачную и воодушевляющую концовку, в которой бы главный герой сожалел о своём прошлом.
Только после встречи с Дэвидом Саксом у будущего фильма появился продюсер. Сакс, для которого это был первый опыт продюсирования фильма, профинансировал большую часть бюджета и позволил Райтману почти не изменять его первоначальный сценарий. Проект стал первым и для 29-летнего режиссёра Джейсона Райтмана, который до этого снимал только короткометражные фильмы и рекламу, но имел опыт работы на съёмках у своего отца, режиссёра Айвана Райтмана.
В фильме были задействованы популярные голливудские актёры, которых Райтман пригласил сниматься, проведя небольшую пиар-акцию: он получил от них согласие, после того как отправил им всем письма с подробным описанием причин, по которым им стоит принять участие в его проекте.
По задумке Райтмана, из фильма были исключены все сцены с курением, не считая вставленных чёрно-белых кадров из фильма «Пески Иводзимы» с Джоном Уэйном. Райтман полагал, что курящие герои фильма будут отвлекать зрителя от того, о чём идёт разговор, от того, «как бессовестно они издеваются над самыми вроде бы неприкосновенными вещами».

## Отзывы
Циничные монологи заимствованы из романа и неизменно смешны. Нейлор апеллирует к демократическим ценностям так, словно ставит целью их дискредитировать: «Вы за свободу выбора? Так оставьте выбор курильщикам!»
Фильм в основном получил положительные отзывы, его рейтинг «свежести» по шкале Rotten Tomatoes составляет 86 процентов. Кинокритики США сочли «Здесь курят» «самой едкой политической сатирой» со времён фильма «Хвост виляет собакой» 1997 года.
Питер Трэверс в своей рецензии для «Rolling Stone» дал фильму три с половиной звезды из четырёх, назвав его острым и смешным. Клаудиа Пуиг из «USA Today» восторженно отозвалась о фильме, оценив его «острую как бритва сатиру», и назвав его самой остроумной чёрной комедией года. По её мнению, тон «Здесь курят» напоминает фильм «Выскочка» 1999 года. Положительную рецензию фильму оставил и Кеннет Туран из «Los Angeles Times». Он назвал фильм «очень умным и смешным», положительно оценив то, как ловко книга была адаптирована для экранизации.
Обозреватель газеты «Коммерсантъ» полагает, что Райтман снял саркастическую комедию по сатирическому роману, которая «без излишней политкорректности рассказывает о технологиях охмурения доверчивого потребителя», о свойствах человеческой природы, побуждающих людей покупать и продавать смертельно опасные для здоровья вещества, о политтехнологиях, обозначаемых английским словом «spin», то есть о «раскрутке» («верчении целевой аудиторией») и манипулировании общественным мнением.
Артём Михайлов в рецензии для «РБК» отметил удачность первой экранизации книги К.Бакли. По мнению критика, в фильме успешно описана изнанка рекламных кампаний, и возникает ассоциация с фильмом об американской глянцевой прессе «Дьявол носит Prada», жизнь которой «по сравнению с теми страстями, что кипят в табачной индустрии, кажется тихой и размеренной».
Рецензент журнала «Time Out» (Москва) счёл фильм «ультрадешёвым», предположив, что большая часть его бюджета пошла на покупку прав на экранизацию. Однако, по его мнению, это сложно сразу заметить, поскольку фильм похож на аттракцион «Ромашка»: «Не успеваешь защелкнуть ремень безопасности, как тебя со страшной силой закручивает, а поначалу даже подташнивает от монтажных склеек, стоп-кадров и безостановочного речитатива героя». В целом фильм был оценён рецензентом как уморительный и правдивый, и он лишь пожалел, что в фильм не вошёл эпизод из книги, в котором предложенные сенатором Финнистером наклейки для сигаретных пачек с изображением черепа и надписью «ЯД!» были использованы для табачной рекламной кампании.
Одним из основных тезисов ряда критиков было отсутствие в фильме связности повествования. Карина Логворт из «Cinematical» сочла фильм похожим на набор комических скетчей, которые крайне слабо связаны нитями сюжетного развития характеров героев. Дэн Джолин из журнала «Empire», поставивший фильму 3 звезды из 5, также отметил проблемы с сюжетом фильма, который, по его мнению, оказался «структурно бессвязным», поскольку пытался поразить слишком много целей одновременно.
По мнению ведущего кинокритика «The New York Times» Манолы Даргис, по фильму видно, что у режиссёра-дебютанта Райтмана есть опыт работы в телевизионной рекламе. Она сочла, что он пытается перепродать шутки из книги, и оценила его визуальные гэги как «в целом слабые, как будто бы он [Райтман] усвоил неправильные уроки, когда находился на съёмках комедий своего отца».
Ряд критиков сочли, что в отличие от книги, которая резко критиковала и антитабачное лобби, и табачную индустрию, фильм в большей степени занимает позицию против курения, а его концовка нивелирует тёмный тон книги. Так, Стив Палополи из «Metro Silicon Valley» полагает, что несмотря на навязывание идеи о том, что фильм «пронзает обе стороны проблемы», «каждый ребёнок, достаточно взрослый, чтобы узнать верблюда Джо, скажет, что за саркастическими шутками скрывается резко антитабачный фильм». Дессон Томсон из «The Washington Post» посчитал, что фильм «слишком сильно отфильтрован нравственным искуплением».

## Награды
Фильм «Здесь курят» был номинирован на ряд кинематографических наград:
| Награды и номинации                                    | Награды и номинации                            | Награды и номинации | Награды и номинации | Награды и номинации |
| Награда                                                | Категория                                      | Номинант            | Результат           |                     |
| ------------------------------------------------------ | ---------------------------------------------- | ------------------- | ------------------- | ------------------- |
| 64-я церемония вручения наград премии «Золотой глобус» | Лучший фильм — комедия или мюзикл              |                     | Номинация           |                     |
| 64-я церемония вручения наград премии «Золотой глобус» | Лучшая мужская роль — комедия или мюзикл       | Аарон Экхарт        | Номинация           |                     |
| Национальный совет кинокритиков США                    | Лучший режиссёрский дебют                      | Джейсон Райтман     | Победа              |                     |
| Национальный совет кинокритиков США                    | Лучший независимые фильмы                      |                     | Победа              |                     |
| Премия «Эдди»                                          | Лучший фильм — комедия или мюзикл              | Дана Глауберман     | Номинация           |                     |
| Critics’ Choice Movie Awards                           | Лучший молодой актёр                           | Кэмерон Брайт       | Номинация           |                     |
| Critics’ Choice Movie Awards                           | Лучшая комедия                                 |                     | Номинация           |                     |
| Американское общество кастинга                         | Лучший художественный фильм — комедия          | Минди Мэрин         | Номинация           |                     |
| Ассоциация кинокритиков центрального Огайо             | Лучший фильм                                   |                     | Номинация           |                     |
| Ассоциация кинокритиков центрального Чикаго            | Самый многообещающий режиссёр                  | Джейсон Райтман     | Номинация           |                     |
| Ассоциация кинокритиков центрального Чикаго            | Лучший адаптированный сценарий                 | Джейсон Райтман     | Номинация           |                     |
| фестиваль американского кино в Довиле                  | Большой специальный приз (Grand Special Prize) | Джейсон Райтман     | Номинация           |                     |
| Golden Trailer Awards                                  | Самый оригинальный трейлер                     |                     | Победа              |                     |
| Golden Trailer Awards                                  | Лучшая комедия                                 |                     | Номинация           |                     |
| Golden Trailer Awards                                  | Лучшие титры в трейлере                        |                     | Номинация           |                     |
| Премия «Независимый дух»                               | Лучший сценарий                                | Джейсон Райтман     | Победа              |                     |
| Премия «Независимый дух»                               | Лучшая мужская роль                            | Аарон Экхарт        | Номинация           |                     |
| Общество кинокритиков Лас-Вегаса (Sierra Award)        | Лучший сценарий                                | Джейсон Райтман     | Победа              |                     |
| Круг онлайн-кинокритиков Нью-Йорка                     | Лучшие фильмы года                             |                     | Победа              |                     |
| Норвежский кинофестиваль                               | Приз зрительских симпатий                      |                     | Победа              |                     |
| Online Film & Television Association                   | Лучший первый сценарий                         | Джейсон Райтман     | Номинация           |                     |
| Online Film & Television Association                   | Лучшие титры                                   |                     | Номинация           |                     |
| Общество онлайн-кинокритиков                           | Лучший адаптированный сценарий                 | Джейсон Райтман     | Номинация           |                     |
| Общество онлайн-кинокритиков                           | Самый прорывной режиссёр                       | Джейсон Райтман     | Номинация           |                     |
| Prism Awards                                           | Художественный фильм (широкий релиз)           |                     | Победа              |                     |
| Prism Awards                                           | Исполнение в художественном фильме             | Аарон Экхарт        | Номинация           |                     |
| Ассоциация кинокритиков Сан-Диего                      | Лучший адаптированный сценарий                 | Джейсон Райтман     | Победа              |                     |
| Спутник                                                | Лучшая мужская роль — кинофильм                | Аарон Экхарт        | Номинация           |                     |
| Спутник                                                | Лучший фильм                                   |                     | Номинация           |                     |
| Спутник                                                | Лучший адаптированный сценарий                 | Джейсон Райтман     | Номинация           |                     |
| Ассоциация кинокритиков Юго-востока                    | Лучший фильм                                   |                     | Номинация           |                     |
| Ассоциация кинокритиков Сент-Луиса                     | Лучшая мужская роль                            | Аарон Экхарт        | Номинация           |                     |
| Ассоциация кинокритиков Сент-Луиса                     | Лучший сценарий                                | Джейсон Райтман     | Номинация           |                     |
| Ассоциация кинокритиков Торонто                        | Лучший первый художественный фильм             | Джейсон Райтман     | Победа              |                     |
| Ассоциация кинокритиков Вашингтона                     | Лучший адаптированный сценарий                 | Джейсон Райтман     | Победа              |                     |
| Премия Гильдии сценаристов США                         | Лучший адаптированный сценарий                 | Джейсон Райтман     | Номинация           |                     |

## Саундтрек
Саундтрек к фильму «Здесь курят» был выпущен 18 апреля 2006 года. Первые девять треков представляют собой популярные песни 1940-х, 1950-х и 1960-х годов о курении. Шлягер «Smoke, Smoke, Smoke That Cigarette!» («Выкури, выкури, выкури эту сигарету!») звучит на начальных титрах фильма. Последние четыре трека были написаны специально для фильма композитором Рольфом Кентом, автором музыки к фильму «На обочине». По мнению обозревателя Allmusic, Кенту удалось воссоздать своими композициями «хипстерский свинг эры Манчини 1960-х, не звуча при этом регрессивно».
| №   | Название                              | Автор(ы)                      | Исполнитель         | Длительность |
| --- | ------------------------------------- | ----------------------------- | ------------------- | ------------ |
| 1.  | «Smoke, Smoke, Smoke That Cigarette!» | Merle Travis / Tex Williams   | Tex Williams        | 2:54         |
| 2.  | «Smoke Rings»                         | Gene Gifford / Ned Washington | The Mills Brothers  | 2:55         |
| 3.  | «Greenback Dollar»                    | Hoyt Axton / Kennard Ramsey   | The Kingston Trio   | 2:52         |
| 4.  | «Little Organ Fugue»                  | Johann Sebastian Bach         | The Swingle Singers | 2:23         |
| 5.  | «Smoke Gets in Your Eyes»             | Otto Harbach / Jerome Kern    | The Platters        | 2:40         |
| 6.  | «Three Cigarettes in an Ashtray»      | Eddie Miller / W.S. Stevenson | Patsy Cline         | 2:16         |
| 7.  | «Cigarettes and Whiskey»              | Traditional                   | Jack Elliott        | 2:02         |
| 8.  | «Cigarettes and Coffee»               | Jerry Butler / Jay Walker     | Otis Redding        | 3:52         |
| 9.  | «Another Puff»                        | Jerry Reed                    | Jerry Reed          | 4:06         |
| 10. | «Intro & Tobacco One»                 | Rolfe Kent                    | Rolfe Kent          | 3:02         |
| 11. | «Donate It & Sex Back in Cigarettes»  | Rolfe Kent                    | Rolfe Kent          | 3:01         |
| 12. | «Joey & Drums of Doom»                | Rolfe Kent                    | Rolfe Kent          | 2:59         |
| 13. | «Spanish Epilogue Revisited»          | Rolfe Kent                    | Rolfe Kent          | 3:00         |